# Tihomir Zavidović
Tihomir Zavidović in serbo Тихомир Завидовић? (... – 1168) fu un Gran Principe di Raška.
Figlio di Zavida Vukanović principe di Zahumlje, fu nominato Gran Principe di Rascia nel 1165 dall'Imperatore bizantino Manuele I Comneno dopo la ribellione del Gran principe Desa.

## Il breve regno

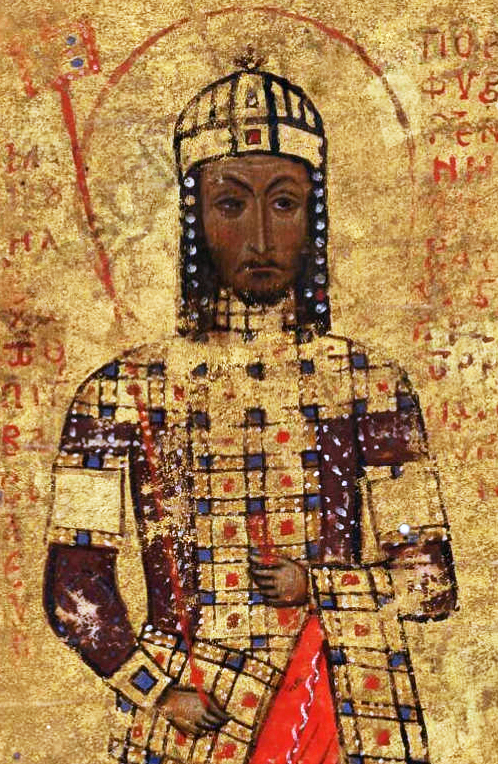
Manuele I Comneno

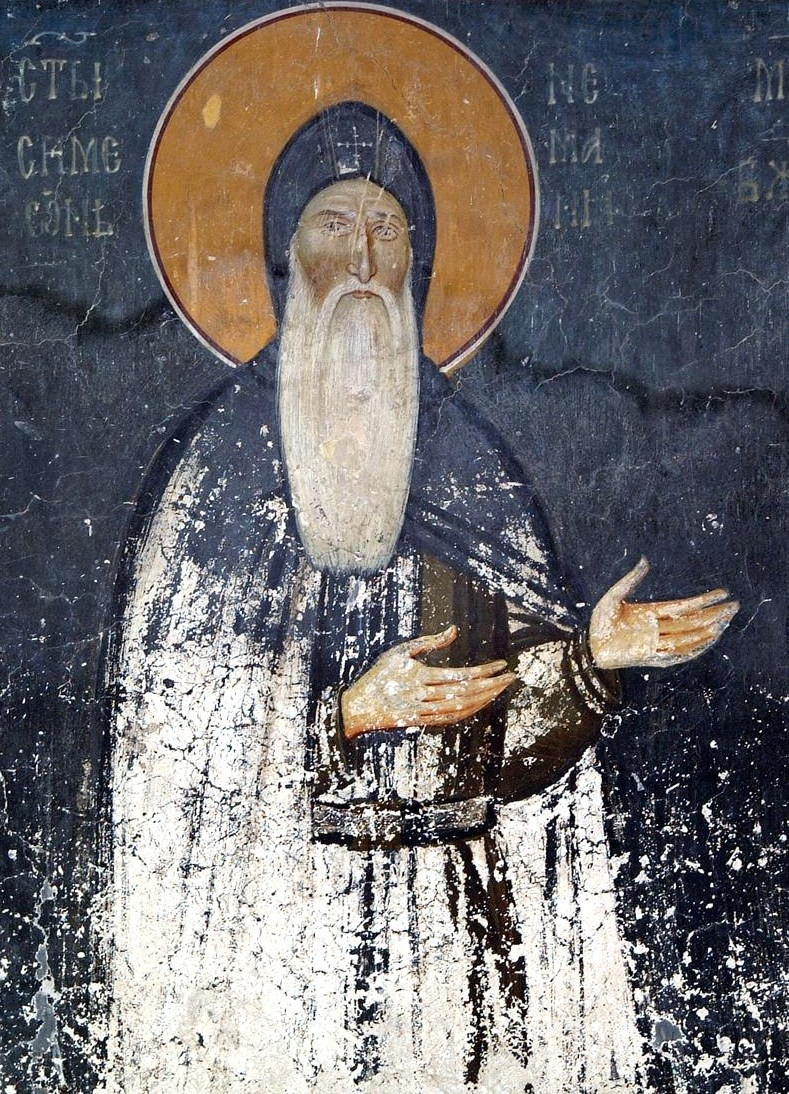
Stefano Nemanja

Manuele II stabilì anche che alla Rascia fossero sottoposti gli altri principati della Serbia, tra cui le terre governate dal fratello minore di Tihomir, Nemanja il quale non volle sottostare a questa decisione e decise di regnare sui propri possedimenti senza tener conto dell'autorità di Tihomir. Nemanja quindi, iniziò a legiferare in totale autonomia senza considerare nemmeno le necessità degli stati confinanti governati dagli altri suoi fratelli Stracimir signore di Zahumlje e Miroslav župan della zona della Morava Occidentale.
Tihomir e gli altri fratelli invitarono Nemanja  a Ras, la capitale della Rascia per discutere della sua condotta, quando questi giunse, fu arrestato. L'autorità di Tihomir sembrò pienamente ristabilita, finché Nemanja non fuggì dalla sua prigionia. Nel 1166 raccolse le sue truppe e attaccò gli eserciti dei fratelli. Tihomir chiese aiuto all'imperatore Manuele II che inviò alcuni mercenari per fronteggiare l'armata di Nemanja. Nei pressi della città di Zvečan nel Kosovo, nella battaglia di Pantino, Nemanja sbaragliò gli avversari. Tihomir perse la vita annegando nelle acque del fiume Ribnica, e la corona di Gran principe di Rascia fu presa da Nemanja.
Tihomir ebbe un figlio, Stefano Prvoslav  che dopo la morte del padre, si sottomise all'autorità di Nemanja e divenne župan di Budimlje, nei pressi del fiume Lim.